# Przeciwwaga

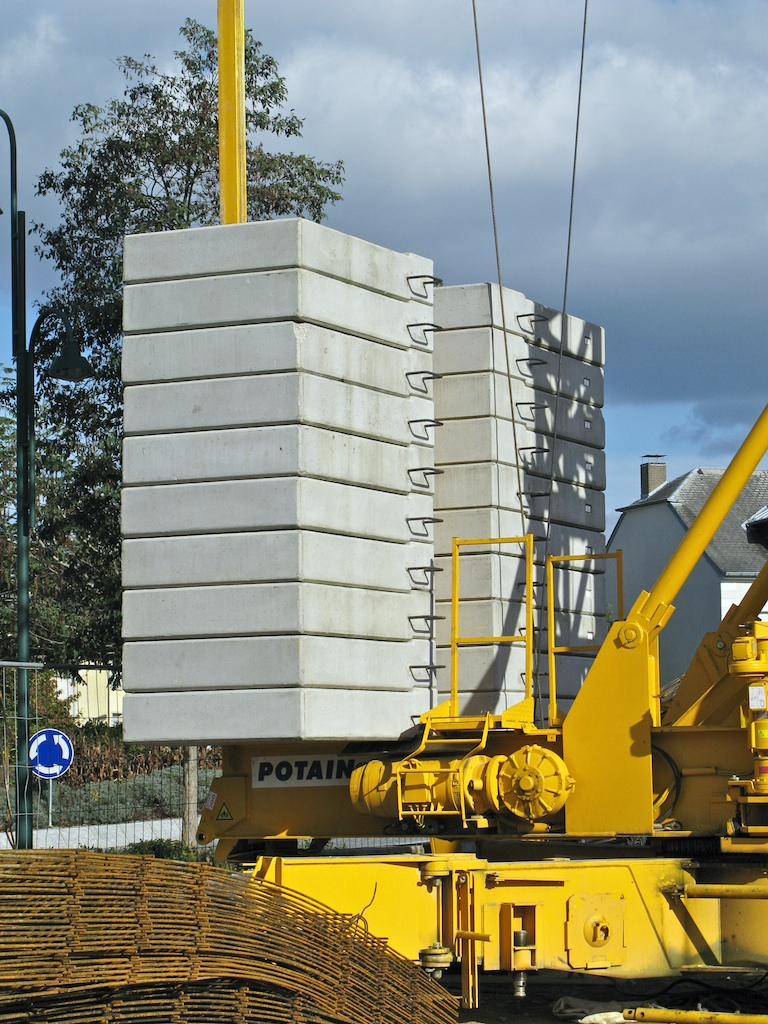
Przeciwwaga żurawia budowlanego.

Przeciwwaga – w technice nazwa elementu konstrukcji, urządzenia bądź maszyny, którego jedyną funkcją jest zapewnienie stabilności, przeważnie poprzez obniżenie środka ciężkości układu. Najczęściej rolę przeciwwagi pełnią masywne odlewy stalowe, żeliwne lub bloki betonowe, mocowane jako element konstrukcyjny.